# یاشیکی تاکاجین
یاشیکی تاکاجین (ژاپنی: 家鋪光子؛ ۵ اکتبر ۱۹۴۹ – ۳ ژانویهٔ ۲۰۱۴) خواننده، خواننده-ترانه‌پرداز، و شخصیت‌های تلویزیونی در ژاپن اهل ژاپن بود.